# Yrkesskolan Optima

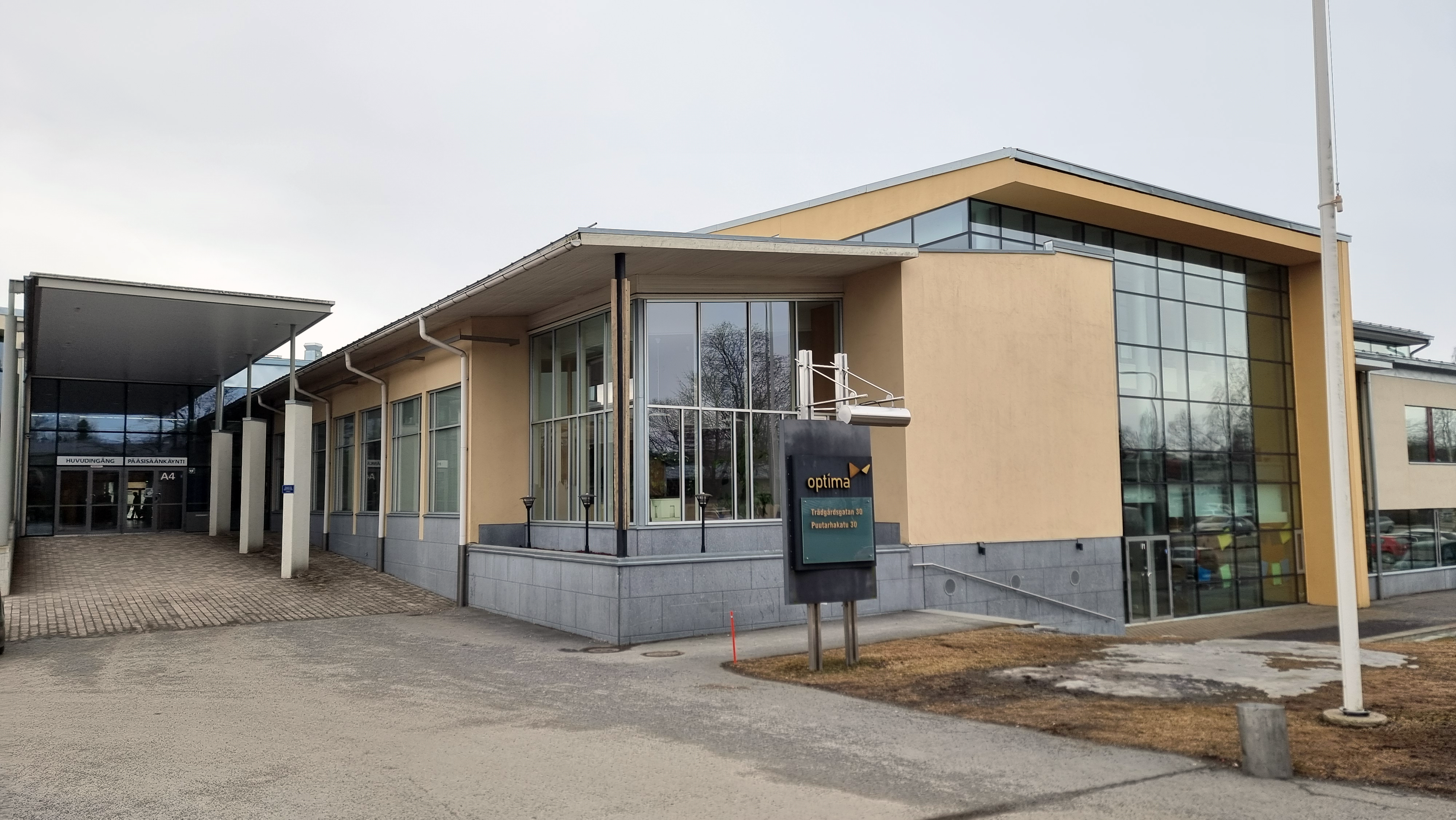

Yrkesskolan Optima är en yrkesutbildningsinstitution som erbjuder yrkesutbildning för både unga och vuxna, huvudsakligen i Österbotten (Jakobstad, Nykarleby och Vasa) . Optima spelar också en viktig roll för den svenskspråkiga yrkesutbildningen i hela Svenskfinland, med verksamhet också i Pargas, Helsingfors och Borgå. Enligt Läroanstaltsregistret för 2023 har skolan totalt 1391 studenter. Skolan har totalt 8 verksamhetsställen, 20 utbildningar som leder till examen och 3 utbildningar som inte leder till examen.
Arbetslivstjänsterna är tvåspråkiga och inkluderar fest-, seminarie-, restaurang- och cateringverksamhet.
Bland de mest eftertraktade är grundexamen inom el- och automationsbranschen, grundexamen inom fordonsbranschen, och grundexamen i logistik.
Optima ansvarar för yrkesutbildning med krävande särskilt stöd (KSS), vilket innebär att skolan erbjuder utbildningar som är anpassade för studenter med speciella behov i hela Svenskfinland.